# Rion Brown
Rion Brown (Hinesville,Georgia 3 de septiembre de 1991) es un jugador de baloncesto estadounidense que pertenece a la plantilla del ADA Blois de la Pro A francesa. Con 1,98 metros de estatura, juega en la posición de escolta. Es hijo del que fuera también jugador profesional Tico Brown.

## Trayectoria deportiva
Jugó durante cuatro temporadas con los Miami Hurricanes y tras no ser elegido en el Draft de la NBA de 2014, firmó su primer contrato profesional en Bélgica con el Basic-Fit Brussels para finalizar la temporada 2014-15 en las filas del Hapoel Tel Aviv.
En julio de 2015 volvería a las filas del Basic-Fit Brussels para jugar la temporada 2015-16. En noviembre de 2016, firma con el Joensuun Kataja realizando unos promedios de 18.6 puntos, 6.5 rebotes y 3.2 asistencias en la liga finlandesa y 15.1 puntos, 6.2 rebotes y 2.9 asistencias en la Basketball Champions League.
En agosto de 2017 fichó por el JDA Dijon de la Pro A francesa.
En agosto de 2020, firma con el KK Cedevita Olimpija de la 1. A slovenska košarkarska liga, la primera categoría del baloncesto esloveno.
El 9 de septiembre de 2021, firma por el Enisey Krasnoyarsk de la VTB United League.
El 24 de junio de 2022 firmó con el Nanterre 92 de la Pro A francesa.
El 4 de julio de 2023 firmó con ADA Blois, también de la Pro A.